# Rialto (gruppo musicale)
I Rialto erano un gruppo musicale britpop formatosi alla fine degli anni novanta.
Debuttarono nel 1998 con l'album Rialto.
Nel 2002 venne invece pubblicato il loro secondo ed ultimo album Night on Earth.
Il loro più famoso singolo è Monday Morning 5.19.
Nel marzo 2002 il gruppo si sciolse.

## Formazione
- Louis Eliot - voce, chitarra, Autore
- Jonny Bull - chitarra, programmazione, Seconda voce, produttore
- Julian Taylor - basso, Seconda voce, tromba
- Pete Cuthbert - batteria
- Toby Hounsham - tastiera (1997-2000)
- Anthony Christmas - batteria (1997-2000)

## Curiosità
La canzone London Crawling è stata usata nel film Non pensarci (2007).